# بيروز ديلنجي
بيروز ديلنجي (بالأذرية: Piruz Dilənçi والفارسية: پيروز ديلنچی) (المعروف أيضا باسم Dilanchi Piruz، Dilenchy Piruz، Dilenci Piruz، Sümərinli Piruz وپيروز ثمريني) شاعر أذربيجاني، كان زعيم الانفصاليين الأذربيجانيين حتى عام 1999. وهو مهندس المبنى. ولد في طهران، إيران في 16 مايو 1965 إلى الآباء الأذرية. عندما كان عمره 14 عاما، نشر كتابه الأول باللغة الفارسية.
خلال الفترة من حياته في المدينة التي ولد فيها، وكتب ثمانية كتب.

## خلفية
في 17، فاز في مسابقة أدبية عقدت بين الشباب الإيراني وتم تكريم مع اسم «الشباب الإيراني المثالية». المزيد من قبض عليه وتعرض للتعذيب لآرائه والمشاركة في المنظمات اليسارية من قبل الحكومة الإيرانية بعد الثورة. فر إلى جمهورية أذربيجان الاشتراكية السوفياتية في عام 1990 هربا من الاضطهاد. بيروز ديلنجي وعلى الرغم من حقيقة أنه لم يسمح له بالعيش في أذربيجان السوفيتية في ذلك الوقت، وقال انه بالنظر «شخص دون المواطنة» من قبل KGB بعد الطعون واستدراج العروض من قبل أذربيجان الكتاب أنار، ناريمان حسن زاده، محمد اراز، والنبي خزري.

## كتابة
في عام 1991، انشأ الباب في "الأدب والفن" صحيفة باسم "تبريز الأدبية" التي وردت في كل قضية لمدة عام. في وقت لاحق، بناء على مبادرة من بيروز ديلنجي، عددا من البرامج التي تحمل أسماء مثل "اراز الأدب والجنوب" "و" شهريار والجنوب الأدب "عرضت في التلفزيون الحكومي أذربيجان.
بيروز ديلنجي هو كاتب ما يقرب من 100 أغنية بيروز ديلنجي أغنيات.

## سياسة
كان واحدا من مؤسسي حركة التحرير الوطني أذربيجان الجنوبية في عام 1991 وكان زعيم هذه المنظمة من 1994 إلى 1999. أصبح ديلنجي المساعد الأول للجنة المركزية لللهذه المنظمة في الوقت نفسه تعيينه رئيسا للجنة باكو، والذي كان يحمل حتى يومنا هذا.
فكرة «الفصل بين إيران» ينتمي إلى بيروز ديلنجي الذي جاء لانتباه المسؤولين الحكوميين في أذربيجان من قبله. بسبب فكرته، أصبح بيروز ديلنجي الرقم أخطر السياسي للحكومة الإيرانية بين 1994-2001. لقد كان ضحية لهجمات مختلفة من قبل الحكومة الإيرانية منذ أن أصبحت شعبية جدا وشخصية سياسية هامة العمل ضد إيران. ولو مرة واحدة هاجمت مجموعة إرهابية خاصة من إيران له منتصف الليل في شقته في باكو في محاولة لقتله. وبعد الهجوم الإرهابي المجموعة تمكن من الفرار قبل ضباط الاستخبارات أذربيجان جاء إلى مكان الحادث مع أذربيجان الشرطة.
جمع التوقيعات بيروز ديلنجي حوالي 3000 في عام 2000، واقترح ترشيحه إلى البرلمان في جمهورية أذربيجان للمشاركة في الانتخابات القادمة. تم تسجيل ترشيحه رسميا لكنه نفى قبل الانتخابات عن طريق الضغط من مافيا المسؤولة عن الانتخابات. تجاهل الانتخابات المركزية لجنة ترشيح مسجلة بيروز ديلنجي، نقلا عن ذرائع غير عادلة وتتناقض.

## ختطاف
اختطف من قبل جماعة بيروز ديلنجي مجهولين أمام منزله في 5 ديسمبر عام 2002. ونتيجة لذلك الضغط، وسائل الإعلام تبقى سره الموقع لمدة 21 يوما، ومع ذلك، أعلن السكرتير الصحفي لوزارة الداخلية انه كان في السجن. وبعد أن كان بضعة أسابيع في باطن الأرض الباردة في ظروف غير إنسانية، وقد أرسل إلى سجن «شوالان» بعد أن تم القبض على 38 يوما في السجن، من دون سبب، وسمح له على أن يتم تحويلها إلى الاعتقال المنزلي. بعد ثلاثة أشهر، تم الإفراج عنه.